# الاتحاد الأوروبي للجمعيات العصبية
الاتحاد الأوروبي للجمعيات العصبية (بالإنجليزية: European Federation of Neurological Societies)‏ كانت مُنظمة تُوحد وتدعم أطباء الأعصاب في جميع أنحاء أوروبا. اعتبارًا من عام 2013، سُجلت 45 جمعية أعصاب وطنية أوروبية فيها، وكان الاتحاد يُمثل أكثر من 19,000 أخصائي أعصاب أوروبي. تأسست في عام 1991 في فيينا، النمسا. في يونيو 2014، مع الجمعية العصبية الأوروبية أُسست الأكاديمية الأوروبية لعلم الأعصاب، وبناءً عليها حُلت المنظمتين الأم في نفس الوقت.

## روابط خارجية
- الموقع الرسمي